# Барси (Сена и Марна)
Барси (фр. Barcy) је насељено место у Француској у региону Париски регион, у департману Сена и Марна.
По подацима из 2011. године у општини је живело 249 становника, а густина насељености је износила 35,83 становника/km².

## Демографија
| 1962. | 1968. | 1975. | 1982. | 1990. | 2011. |
| ----- | ----- | ----- | ----- | ----- | ----- |
| 234   | 189   | 180   | 173   | 200   | 249   |